# LEGO Worlds
Lego Worlds is een openwereld computerspel uit 2017 voor Windows, PlayStation 4, Xbox One en Nintendo Switch.

## Spel
Aan het begin van het spel kiest de speler een willekeurig gegenereerde wereld. Deze bestaat geheel uit LEGO-blokjes en komt tot stand door procedurele synthese. De spelwereld kan op elk moment worden veranderd door middel van terravorming, zodat nieuwe rivieren of bergen kunnen worden gemaakt. Met behulp van de LEGO-stenen kan de speler gebouwen en voertuigen bouwen. Ook het winnen van bronnen en verzamelen van schatten is mogelijk.
In de pers worden vergelijkingen met Minecraft getrokken, omdat beide spellen erg op elkaar lijken. In LEGO Worlds zullen ook veldslagen en wapens zijn. Een uitbreiding via mods is op een later tijdstip mogelijk.

## Ontvangst
LEGO Worlds werd met gemengde recensies ontvangen. Op aggregatiewebsite Metacritic heeft het spel voor alle platforms een gemiddelde score van 66,3%. De visuele verbeelding en vrijheid wordt geprezen, kritiek is er vooral op de gameplay en technische problemen in de Switch-versie.
| Aggregator      | Platform        | Score |
| --------------- | --------------- | ----- |
| Metacritic      | Nintendo Switch | 59    |
| Metacritic      | PlayStation 4   | 66    |
| Metacritic      | Xbox One        | 69    |
| Metacritic      | Windows         | 71    |
| Beoordeeld door | Platform        | Score |
| IGN             | Windows         | 72    |
| Jeuxvideo.com   | PlayStation 4   | 65    |
| Jeuxvideo.com   | Xbox One        | 65    |
| Switch Player   | Switch          | 40    |